# Frederic Westcott
Frederic Westcott ( * ? - 1861 ) fue un botánico inglés. Su importante colección de especímenes botánicos de Inglaterra y de Islanda, se encuentra en herbarios de Londres.

## Algunas publicaciones
- 1838. Westcott, F; GB Knowles. The Floral Cabinet & Magazine of Exotic Botany. Volume I: Illustrated × A Green.
- 1840. Knowles, GB; F Westcott. The Floral Cabinet, & Magazine of Exotic Botany. Londres: Ed. William Smith, vol. III, 47 litografías coloreadas a mano

- La abreviatura «Westc.» se emplea para indicar a Frederic Westcott como autoridad en la descripción y clasificación científica de los vegetales.[1]